# Червоновуха черепаха плямоборода
Червоновуха черепаха плямоборода (Trachemys callirostris) — вид черепах з роду Червоновухі черепахи родини Прісноводні черепахи. Має 2 підвиди.

## Опис
Загальна довжина карапаксу досягає 28—32,5 см. Спостерігається статевий диморфізм: самиці більші за самців. Голова велика, морда трохи виступає уперед. Кінчик верхньої щелепи дещо увігнутий, роздвоєний. Карапакс овальної форми, широкий, плаский, з медіальним кілем, що з віком зникає. Пластрон майже дорівнює карапаксу.
Голова має темне забарвлення з жовтою плямою. Особливістю цієї черепахи є забарвлення підборіддя. Велика кількість світлих «очок» присутньо на нижній стороні рила, на верхній і нижній щелепах. Є клиноподібна коричнево—червонувата надскронева смуга, яка добре відокремлена від ока. Карапакс темно—зелений, зелено—коричневий. На реберних щитках є чорні овальні плями з нерівними краями. На пластроні помітно темний візерунок уздовж центрального шва.

## Спосіб життя
Полюбляє озера, річки. Часто заповзає на каміння й корчі, щоб грітися на сонці. Харчується рибою, молюсками, комахами, падлом.
Самиця відкладає від 6 до 15 яєць, рідше 25 розміром 30—33 мм завдовжки і 29 мм завширшки, при вазі 5 г. Інкубаційний період триває 60 днів. За сезон буває до 2 кладок.

## Розповсюдження
Мешкає у Колумбії, Венесуелі, північно—східній Бразилії.

## Підвиди
- Trachemys callirostris callirostris
- Trachemys callirostris chichiriviche